# Cecuni
Cecuni (cyr. Цецуни) – wieś w Czarnogórze, w gminie Andrijevica. W 2011 roku liczyła 55 mieszkańców.